# Echinoaesalus sabahensis
Echinoaesalus sabahensis là một loài bọ cánh cứng trong họ Lucanidae. Loài này được Zelenka mô tả khoa học năm 1994.